# Astrographe

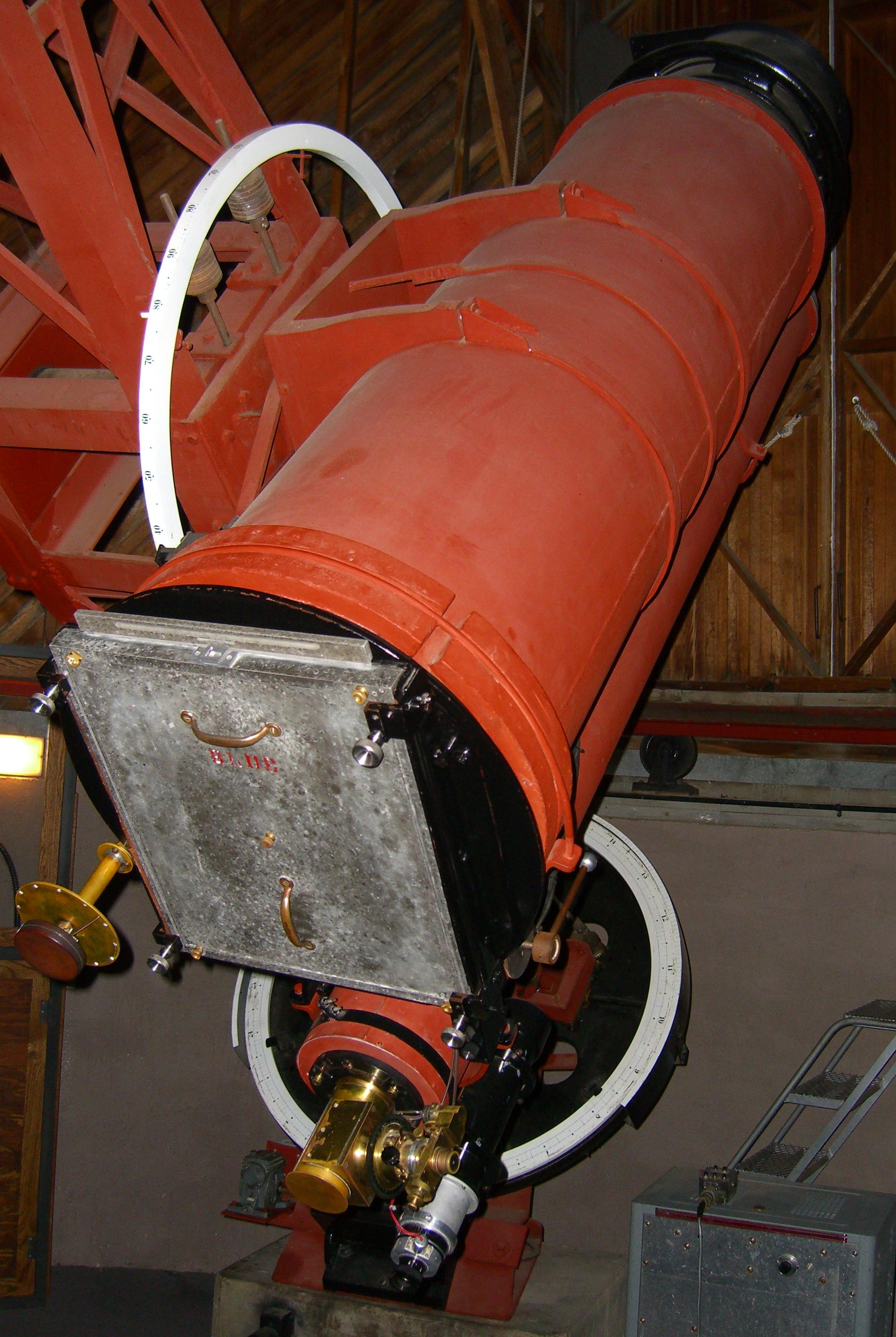
L'astrographe de l'observatoire Lowell utilisé dans la découverte de Pluton.

Un astrographe est un télescope ou une lunette servant à l'astrophotographie. Les astrographes sont habituellement utilisés pour faire des relevés à large champ du ciel nocturne ainsi que pour la recherche d'objets tels que les astéroïdes, les météores  et les comètes.

## Conception
La plupart des instruments de recherche de ce type sont des lunettes bien que de nombreux télescopes (habituellement plus grands) comme les Ritchey-Chrétien et les systèmes catadioptriques tels que la chambre de Schmidt soient également utilisés. Les paramètres principaux d'un astrographe sont le diamètre D et la distance focale f de l'objectif qui déterminent l'angle de vue et l'échelle de l'image sur la plaque photographique ou le capteur CCD. Le diamètre de l'objectif d'un astrographe est habituellement assez petit, de l'ordre de 20 à 50 cm.
La forme du plan focal est souvent conçue pour fonctionner avec une plaque photographique ou un capteur CCD de forme spécifique. L'objectif est de donner une image particulièrement grande (par exemple, 17x17 pouces soit environ 42x42 cm), plate et sans distorsion au plan focal. Ils sont même parfois conçus pour focaliser certaines longueurs d'onde de la lumière en conjonction avec le type de film qu'ils utilisent (les premiers astrographes étaient corrigés vis-à-vis des longueurs d'onde bleues pour s'adapter à la sensibilité spectrale des émulsions photographiques de l'époque).
Des astrographes à grand champ ayant des rapports f/D plus importants sont utilisés pour des mesures plus précises. Beaucoup d'observatoires à travers le monde sont équipés d'astrographes normaux ayant une ouverture d'environ 330 mm (13 pouces) et une distance focale de 3,4 m (11 pieds). L'objectif d'un “astrographe normal” est de fournir des images où l'échelle de l'image au plan focal est un standard d'environ 60 arcsecs/mm.

## Applications

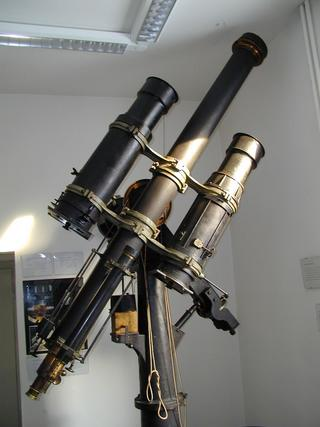
Un astrographe double constitué de deux astrographes de 6 pouces et d'une lunette centrale de guidage exposé à l'observatoire du Landessternwarte Heidelberg-Königstuhl

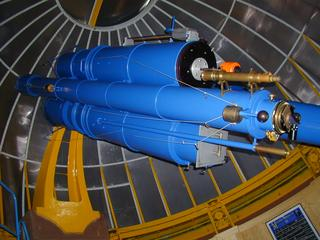
Lastrographe double Bruce de l'observatoire Landessternwarte Heidelberg-Königstuhl

### Astrométrie
Les astrographes utilisés en astrométrie prennent des clichés qui sont ensuite utilisées pour “cartographier” les positions d'objets sur une zone étendue du ciel. Ces cartes sont ensuite publiées dans des catalogues pour être utilisées dans des études ultérieures ou pour servir de points de référence en imagerie du ciel profond.

### Classification stellaire
Les astrographes utilisés pour la classification stellaire sont parfois constitués de deux instruments identiques installés sur la même monture (un astrographe double). Chaque zone du ciel peut être simultanément photographiée en deux couleurs (habituellement le bleu et le jaune). Chaque instrument peut être spécifiquement conçu (objectif non-achromatique) pour focaliser la longueur d'onde désirée de la lumière qui est appairée avec une plaque photographique (noir et blanc) sensible à la même couleur. Dans d'autres cas, un seul instrument est utilisé pour faire deux clichés de la même zone du ciel en utilisant pour chacun des clichés un filtre et un film de sensibilité spectrale différents. La photographie en deux couleurs permet aux astronomes de mesurer la couleur ainsi que la luminosité (magnitude), de chaque étoile photographiée. La couleur indique la "température” de l'étoile. La connaissance du type de couleur et la magnitude permet aux astronomes de déterminer la distance de l'étoile. Les champs célestes qui sont photographiés deux fois, à des dizaines d'années d'intervalle, révèleront le mouvement propre d'une étoile proche par comparaison avec l'arrière plan d'étoiles éloignées ou de galaxies.

### Grands relevés
Plusieurs grands relevés ont été entrepris en utilisant des astrographes. Citons:
- La carte du Ciel (1887-1970)
- Le Palomar Observatory Sky Survey (et ses successeurs)

### Découverte d'objets astronomiques
En prenant deux clichés de la même zone du ciel à quelques jours ou semaines d'intervalle, il est possible de trouver des objets tels que des astéroïdes, des météores, des comètes, des étoiles variables, des nova et même des planètes inconnues. En comparant les paires d'images à l'aide d'un appareil tel qu'un comparateur à clignotement, les astronomes peuvent trouver des objets qui se sont déplacés ou ont changé de luminosité entre les deux expositions ou qui n'apparaissent que sur une seule image, comme dans le cas d'une nova ou d'un météore. Parfois, des objets peuvent même être trouvés avec une seule exposition car un objet en déplacement rapide apparaîtra comme une “ligne” lors d'une exposition longue.
De nombreux astéroïdes et comètes ont été découverts de cette façon par les télescopes de Schmidt, notamment à l'Observatoire du mont  Palomar et au CERGA.
Un exemple célèbre d'astrographe utilisé pour une découverte d'objets est celui utilisé par Clyde Tombaugh en 1930 pour trouver la planète naine Pluton. Tombaugh avait pour mission de rechercher une hypothétique “9ème planète”, ce qu'il faisait en photographiant de manière systématique la zone du ciel voisine de l'écliptique. Tombaugh utilisait la lunette astrographique de 13 pouces f/5.3 (objectif à 3 lentilles) de l'observatoire Lowell qui prenait des photographies sur des plaques en verre de 14x17 pouces.

## liens externes
- (en) The Double Astrograph of the Yale Southern Observatory
- (en) The Carnegie Double Astrograph
- (en) Pluto Imaging Challenge: Images
- (en) Construction of the Tycho Reference Catalogue - 2 Source Catalogues